# Illa de São Vicente
São Vicente (en crioll capverdià Sanvicente o Soncente) és la segona illa més poblada de Cap Verd. Forma part del grup de les illes de illes de Barlavento, al nord-oest de l'arxipèlag. El canal de São Vicente la separa de l'illa veïna de Santo Antão. L'Aeroport Internacional Cesária Évora es localitza al sud de la ciutat de Mindelo, la capital de l'illa i segona ciutat més gran del país, on es concentra el 92% dels 76.140 habitants empadronats a l'illa. Mindelo és considerada la capital cultural de Cap Verd.
El clima àrid de l'illa provoca que la principal font d'ingressos de l'illa sigui la pesca i el turisme, sent el principal punt de connexió amb l'exterior Porto Grande, un important port marítim.
La gastronomia de São Vicente presenta molts plats típics i el marisc és la base del menjar local. A més de la coneguda "cachupa", destaca l'arròs amb marisc i el guisat de percebes.
L'illa també és coneguda pel Festival del Música de la Baía das Gatas ― que té lloc durant el primer cap de setmana de lluna plena del mes d'agost ― a més de per ser la terra natal de la famosa cantant Cesária Évora.

## Població

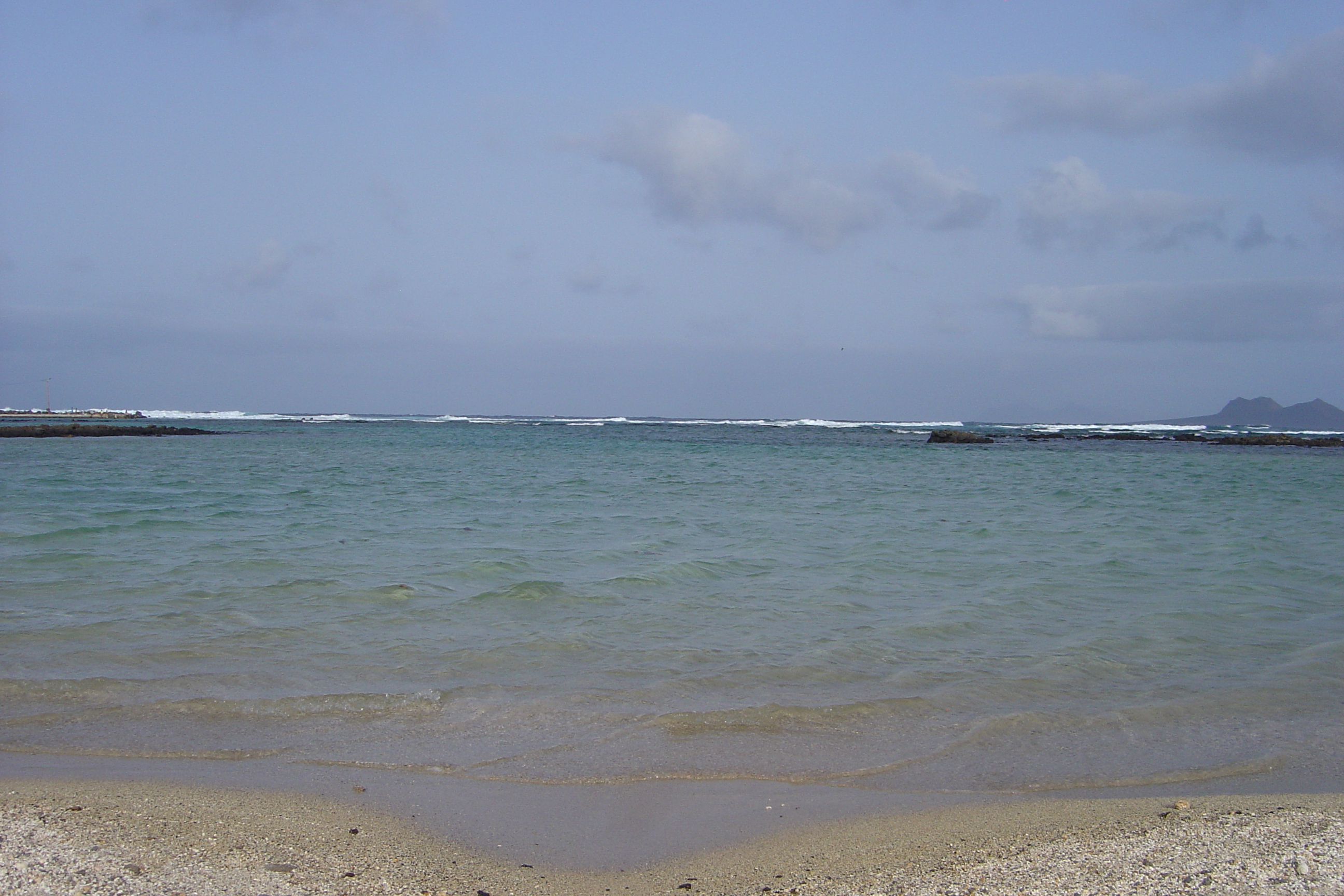
Baía das Gatas.

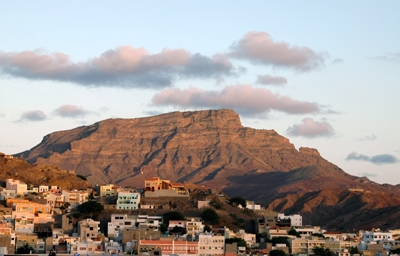
El Monte Verde és la major elevació de l'illa.

| Població de São Vicente, Cap Verd (1940—2010) | Població de São Vicente, Cap Verd (1940—2010) | Població de São Vicente, Cap Verd (1940—2010) | Població de São Vicente, Cap Verd (1940—2010) | Població de São Vicente, Cap Verd (1940—2010) | Població de São Vicente, Cap Verd (1940—2010) | Població de São Vicente, Cap Verd (1940—2010) | Població de São Vicente, Cap Verd (1940—2010) |
| --------------------------------------------- | --------------------------------------------- | --------------------------------------------- | --------------------------------------------- | --------------------------------------------- | --------------------------------------------- | --------------------------------------------- | --------------------------------------------- |
| 1940                                          | 1950                                          | 1960                                          | 1970                                          | 1980                                          | 1990                                          | 2000                                          | 2010                                          |
| 15.848                                        | 19.576                                        | 20.705                                        | 31.578                                        | 41.594                                        | 51.277                                        | 67.163                                        | 79.374                                        |

## Geografia
L'illa de São Vicente posseeix una superfície de 227 km². La longitud d'est a oest és de 24 quilòmetres mentre que de nord a sud és una mica més estreta, presentant una longitud màxima de 16 km. Aquesta superfície la converteix en la setena major illa del país o la quarta menor.
Malgrat ser d'origen volcàica l'illa és relativament plana, especialment a l'àrea central, la zona oriental de Calhau i la zona nord de la Baía das Gatas. El punt més alt de l'illa és el Monte Verde amb 747 m d'altitud. Altres elevacions significatives són el Monte Cara ― així nomenat perquè recorda a un rostre humà mirant al cel (489 m en el cim del "queixo" (mentó), 485 m en la punta del "nas", però la major elevació de la formació muntanyenca està al cim de Fateixa, cap a l'oest, amb 567 m d'altitud), el conjunt Madeiral/Topona (675 m i 696 m, respectivament) i Tope de Caixa (535 m).
Malgrat la forta erosió, encara són ben visibles alguns cràters de volcans com el volcà Viana, a l'est de l'illa, i la pròpia badia de Porto Grande.
L'àrea urbana de Mindelo es troba a la zona nord-occidental de l'illa. Les platges de sorra blanca de la Baía das Gatas, Calhau i São Pedro són les més freqüentades per turistes i locals. L'illa manca gairebé per complet de vegetació, excepte a la zona alta de Monte Verde, on creixen espècies autòctones i està protegida com a Parc Natural, i s'ha efectuat un pla de reforestació d'acàcies al llarg del barranc de São Pedro (que és travessat per la carretera que uneix Mindelo amb l'aeroport de São Pedro).
El clima és tropical sec, rondant els 24 °C de temperatura mitjana de l'aire. La temperatura de l'aigua del mar oscil·la, durant l'any, entre els 12 °C i els 25 °C. A causa de la seva localització geogràfica les estacions es divideixen en dues, l'estació seca, que discorre de novembre a juliol que és quan bufen els vents alisis; i l'estació humida que discorre d'agost a octubre. És en aquesta última en la qual es produeixen les escasses precipitacions que té lloc a l'illa.
L'illa està organitzada en un únic concelho, que inclou també a l'illa veïna de Santa Luzia, que està deshabitada. El Concelho de São Vicente està format per una única freguesia: Nossa Senhora da Luz. El "Dia do Município" és el 22 de gener, commemorant la data del descobriment de l'illa.
Altres localitats ressenyables del concejo són: Baía das Gatas, Calhau, Salamansa i el llogaret de pescadors de São Pedro.

## Història
Descoberta el dia de Sant Vicent (22 de gener) de 1462 pel navegant portuguès Diogo Gomes, escuder del príncep Ferran, a qui acabaria pertanyent com a donació de Joan II. L'illa va ser al principi atorgada als ducs de Viseu, que malgrat això, no van dur a terme l'ocupació i població, situació que es va mantenir fins que per herència, va passar a les mans de Manuel I.
A causa de la falta d'aigua, l'illa es va mantenir durant molts anys relegada a ser un humil lloc de pastures pel bestiar d'alguns habitants de la veïna Santo Antão.

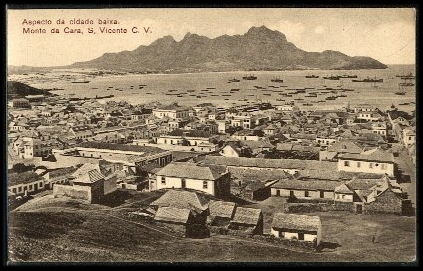
Mindelo a principis del.

São Vicente seria l'última illa de l'arxipèlag a ser poblada. En 1838 es va establir un dipòsit de carbó per al proveïment dels navilis que es trobaven en ruta per l'Atlàntic. D'aquesta forma, es van ser concentrant pobladors en la badia de Porto Grande, fundant-se la ciutat de Mindelo. Amb l'expansió del vapor en la segona meitat del segle xix, São Vicente va tenir un cert desenvolupament, amb diversos dipòsits de carbó anglesos funcionant i desenes de vaixells arribant a les seves costes per proveir els seus motors.
L'illa es va convertir en escala obligatòria enmig de l'Atlàntic per a navilis d'arreu del món i mariners de diverses nacionalitats confraternitzaven a les tavernes i cafès de la ciutat. En aquesta època, la ciutat es va convertir en un important centre cultural i cosmopolita on la música, la literatura i l'esport eren practicats amb assiduïtat pels seus habitants. La importància que va adquirir la ciutat va portar al fet que les autoritats portugueses es plantegessin traslladar a Mindelo la capital de Cap Verd.
El cicle de bonances va durar només unes quantes dècades, perquè a principis del segle XX el carbó va ser substituït pel dièsel com a combustible dels navilis i l'important port de l'illa va perdre la seva importància, passant a ser substituït per les Canàries i per Dakar. Més tard, l'illa va tornar a adquirir importància com a punt d'unió atlàntica a través dels cables submarins de telègrafs. En 1874 s'hi van instal·lar els cables de la Western Telegraph Company, unint la platja de Matiota, a l'illa de São Vicente, amb Madeira i amb Brasil. En 1886 Cap Verd va ser unit a Àfrica i Europa a través d'un altre cable submarí.
De la seva època daurada, la ciutat de Mindelo conserva un centre històric relativament ben preservat, on predomina l'arquitectura colonial, sent un bon exemple d'això el Palácio do Governador. El Liceo Nacional Infante D. Henrique (actual Escola Jorge Barbosa), inaugurat en 1921, va tenir enorme importància en el desenvolupament de la consciència nacional cap-verdiana, i hi estudiaren molts dels pares de la independència nacional, inclòs Amílcar Cabral i l'actual President de la República Pedro Pires.

## Demografia
La població de São Vicente ascendeix, segons el cens de 2010, a 76.140 habitants, amb tot just un 5% en el mitjà rural. L'illa de São Vicente és, per tant, l'illa més urbanitzada de Cap Verd, sent la taxa d'urbanització del 97%, molt per sobre de la mitjana nacional que està en el 54%. La densitat poblacional és de 296 habitants per quilòmetre quadrat.

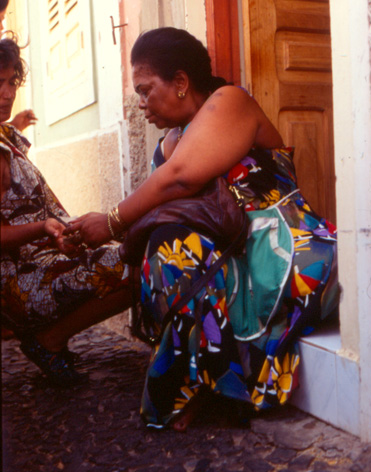
Cesária Évora és oriünda de São Vicente

La taxa anual de creixement demogràfic és de prop del 2,7%, i és superior també a la mitjana nacional (2,4%). L'esperança de vida l'any 2013 se situa en 70,2 anys per als homes i 79,5 per a les dones, en evident contrast amb l'aclaparadora majoria dels altres països africans, on la mitjana d'esperança de vida no va més enllà dels 56 anys. La taxa de mortalitat infantil és també relativament baixa, amb 46 defuncions per cada 1000 naixements.
La població de l'illa és en la seva major part jove, el 66% del total és menor de 30 anys, mentre que els majors de 60 anys només suposen el 8,6% del total. Hi ha prop de 16 mil famílias residents a l'illa, amb una mitjana de 4 persones per nucli familiar, lleugerament per sota de la mitjana nacional, que se situa en 5. El 56% de les famílies posseeixen casa pròpia i el 30% viu en cases de lloguer.
Prop de l'11% de les famílies de l'illa posseeixen automòbil propi, encara que la mitjana nacional se situa en el 7,4%. El cens de 2000 també llança la dada que São Vicente és l'illa amb més nuclis familiars pertanyents a les classes mitjanes i altes (58%). El 7,7% posseeix un nivell de confort molt alt, pràcticament el doble de la mitjana nacional però per sota de l'illa de Sal amb el 8,8%.
Malgrat que la llengua oficial del país és el portuguès, el crioll capverdià és usat habitualment per la major part de la població de São Vicente. Hi ha una variant local de crioll, també denominat Kriol, que serveix de referència per totes les illes de Barlavento.

## Economia

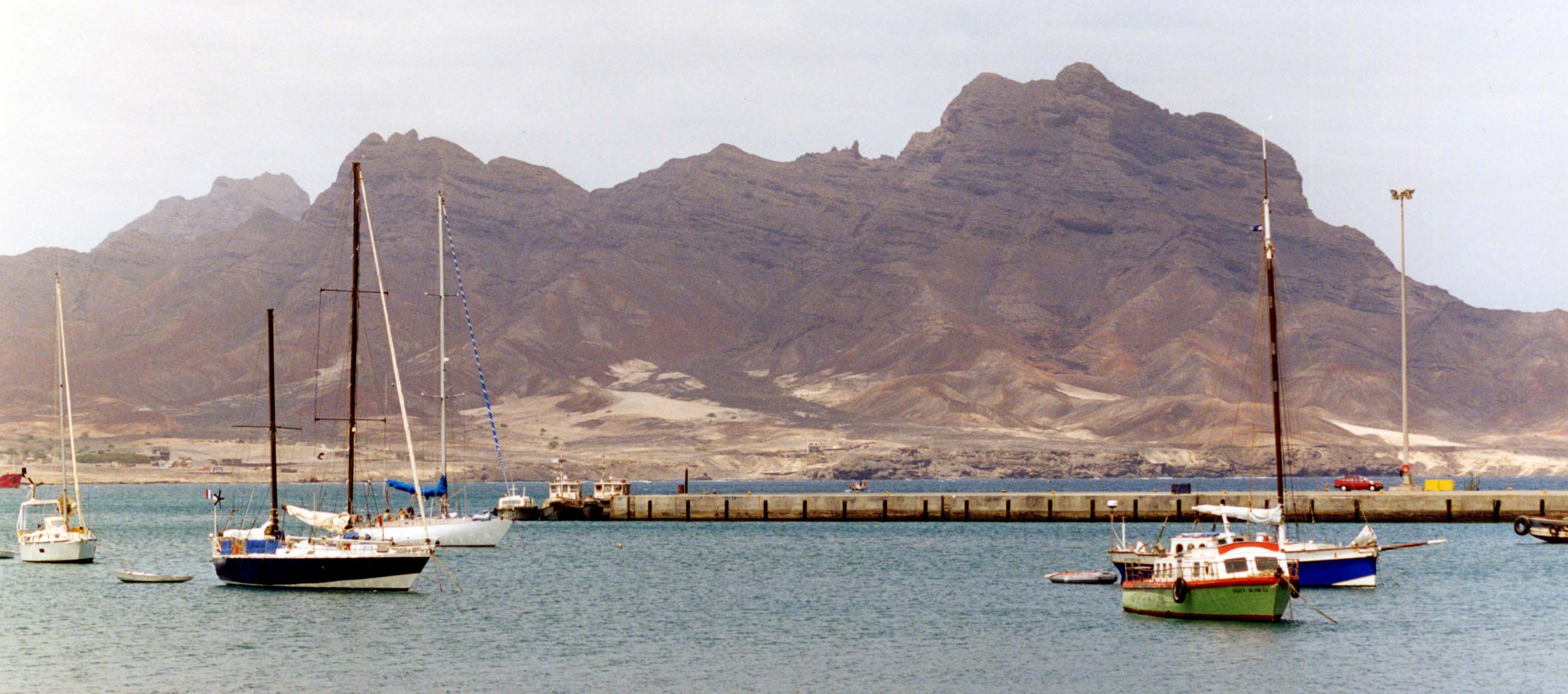
Vista parcial de la badia de Porto Grande amb Monte Cara al fons

L'economia de l'illa sempre s'ha basat en el comerç i els serveis. A causa de la falta de pluges, l'agricultura és de subsistència. La pesca té alguna rellevància, però presenta condicions per ser una activitat de major importància, no només per les captures ― especialment de llagosta ―, sinó també per les indústries derivades: conserves, assecat i salat de peix i la construcció naval.
Porto Gran és el principal port de Cap Verd, per on passa gran part de les importacions del país. Està dotat d'una Terminal de contenidors i d'instal·lacions de fred així com sitges que faciliten el transbordament de càrregues. També existeix una moderna planta dessalinitzadora d'aigua de mar per al consum públic així com drassanes navals.
En el sector indústrial, l'illa presenta molta mà d'obra, encara que està poc qualificada, a causa de l'èxode d'habitants d'altres illes cap a São Vicente. Prop del 27% de la població emprada exerceix professions que no requereixen qualificació. Els empleats altament qualificats ― generalment alts càrrecs d'empreses i de l'administració pública ― no arriben al 2% de les professions exercides. Destaca mentrestant una major participació de les dones são–vicentines en els llocs de decisió si es compara amb la mitjana nacional.
Segons el cens de 2000, São Vicente és l'illa que presenta una major taxa de desocupació del país ― 23% ― mentre que la mitjana nacional es troba en el 17%. La desocupació afecta més a les dones que als homes. El polígon industrial de l'illa ― Zona Industrial do Lazareto ― concentra diverses fàbriques, especialment de capital estranger, en les activitats de calçat, confecció i transformació de captures pesqueres.
En els últims anys, el Centre Nacional d'Artesania de Mindelo ha vingut recolzant als artesans locals, especialment en la producció i comercialització de peces de ceràmica, articles fets amb pells de coco i collarets de conquilla i pedra.
São Vicente té una gran tradició esportiva, i generalment sorgeix l'afició en aquesta illa per després traslladar-se a altres zones del país. El windsurf, per exemple, compta amb excel·lents condicions per a la seva pràctica. La platja de São Pedro és considerada una de les millors platges per a la pràctica d'aquest esport, com han declarat diversos campions mundials d'aquesta modalitat esportiva. El ciclisme, els passejos a peu i l'hípica són bones formes per conèixer l'illa. La influència anglesa a l'illa encara és visible, especialment en la pràctica del golf, hi ha un excel·lent camp de golf de 18 forats.
Per aquestes raons, el turisme presenta òptimes perspectives de creixement a l'illa, tal com ocorre en la resta de l'arxipèlag de Cap Verd.
Les connexions entre les diverses localitats de l'illa estan servides per un sistema de transports públics servit per cinc empreses privades: TRANSCOR.SA, Transport Morabeza, Transport Alegria, Amizade, Sotral i Automindelo. No obstant això, especialment per a les localitats més distants de la ciutat de Mindelo, generalment Baía das Gates, Calhau, São Pedro, és comú el lloguer de taxis i d'autobusos.

## Educació
El 54% de la població de São Vicente té com a nivell d'instrucció l'anomenat Ensino Básico Integrado (Ensenyament bàsic de sis anys de durada) i el 24% posseeix estudis secundaris. L'analfabetisme és encara elevat, afectant al 19% de la població amb edat superior o igual a 14 anys, malgrat que es troba per sota de la mitjana nacional, estimada en el 25%.
La situació de l'ensenyament a São Vicente és la següent (dades relatives a l'any lectiu 2002-2003):
- Preescolar: 25 guarderies, en la seva majoria de caràcter privat, amb gairebé 2600 nens d'edats compreses entre els 1 i 6 anys matriculats.
- Ensino Básico Integrado (1. any al 6è any): 11 mil alumnes distribuïts per 225 classes, amb un cos de 379 docents.
- Ensenyament Secundari (7è any al 12è any): 8 mil alumnes distribuïts per 146 classes i amb 384 professors.
- Ensenyament Superior: São Vicente és l'illa que posseeix la major proporció d'individus matriculats en cursos d'ensenyament superior (1,7% contra l'1,1% del nivell nacional). Existeix un institut superior de l'Estat ― l'Institut Superior d'Enginyeria i Ciències del Mar (ISECMAR) ― i dos privats ― l'Institut Superior de Ciències Econòmiques i Empresarials (ISCEE) i l'Institut d'Estudis Superiors Isidoro da Graça (IESIG).

El sector privat ha demostrat una gran dinàmica a l'àrea de l'educació, incloent a institucions religioses que regenten diversos centres d'estudis preescolars, de nivell bàsic i superior. L'expansió de l'ensenyament superior, verificada en els últims anys, amb la creació de nous centres, constitueix una valorització del sector de l'educació proporcionada per les oportunitats generades pel desenvolupament de l'illa i del país.

## Sanitat
Prop de la meitat de les famílies de l'illa tenen accés a l'aigua potable a través d'una xarxa pública, proporció superior a la mitjana nacional que se situa en el 25%. La població no connectada a les xarxes de distribució es proveeix principalment de camions cisterna. São Vicente és l'illa amb major cobertura de clavegueram que ja aconsegueix al 45% de les famílies. En 2005 es trobaven en fase de conclusió diversos projectes de connexió de xarxes de clavegueram als barris més pobres, contribuint decisivament amb la salut pública.
El sistema de sanitat de l'illa s'ha beneficiat de grans progressos durant les últimes dues dècades, gràcies no sols a les inversions del govern, sinó també com a resultat de les relacions de cooperació amb alguns municipis i institucions portugueses, especialment l'Ajuntament de Oeiras i la Fundació Calouste Gulbenkian. Gràcies a aquesta cooperació, en els últims anys l' Hospital Baptista de Sousa, de São Vicente, va passar a disposar d'un servei complet de cardiologia i d'una unitat de vigilància intensiva, tots dos equipats amb equips moderns. A més de l'hospital central, a l'illa hi ha altres dos centres de salut, una delegació de sanitat, tres unitats sanitàries bàsiques i dos centres del Programa Matern-Infantil i de Planificació Familiar (PMI-PF).

## Cultura
São Vicente ha estat des de sempre una illa fèrtil culturalment parlant. La ciutat de Mindelo és considerada la capital cultural de Cap Verd i la seva vida nocturna és famosa pels bars animats amb música en viu, en els quals es va iniciar, per exemple, la carrera de Cesária Évora. A més de la música, el teatre també ha ocupat un lloc important en l'oferta cultural são-vicentina.

### Música
La música capverdiana ocupa una posició principal en la cultura de São Vicente. Els gèneres més significatius són la morna i la coladeira. D'entre els diversos músics capverdians oriünds d'aquesta illa, destaquen:
- Antoninho Travadinha, violinista
- Cesária Évora, cantant, reina de la morna, també coneguda com "la diva dels peus descalços"
- Luís Morais (1934-2002), compositor, flautista, saxofonista i clarinetista, fundador de l'"Escola Musical do Mestre Luís Morais"
- Vasco Martins, compositor
- Manuel de Novas (1938-2009), poeta i compositor

### Literatura
São Vicente va ser també un important centre del moviment literari Claridade, en el qual diversos escriptors van aconseguir la fama, en aquell que és considerat el període de gènesi de la literatura cap-verdiana. Dels escriptors i poetes são-vicentins, els més coneguts són:
- Corsino Fortes (1933), escriptor
- Manuel Lopes (1907-2005), escriptor, fundador de la revista Claridade
- Ovídio Martins (28 d'agost, 1928, poeta
- Sérgio Frusoni (10 d'agost, 1901-29 de maig, 1975), poeta
- Germano Almeida (1945), escriptor
- Onésimo Silveira (10 de febrer, 1935), poeta, diplomàtic i activista polític

### Altres
La cultura de São Vicente destaca a més en altres àrees com les arts plàstiques, principalment la pintura i l'artesania. Alguns autors a destacar són João Cleofas Martins (27 d'agost, 1901-1970), fotògraf i humorista, i Tchalê Figueira (1953), pintor.